# Odynerus allophaleratus
Odynerus allophaleratus är en stekelart som beskrevs av Duane Isely 1914. Odynerus allophaleratus ingår i släktet lergetingar, och familjen Eumenidae. Inga underarter finns listade i Catalogue of Life.